# První srbské povstání
První srbské povstání bylo vzpourou Srbů na území Bělehradského pašalíku a dalších šest nahijích tehdejší Osmanské říše (Šumadija), které byly osídleny Srby, zprvu proti místní dahijské správě a později proti turecké nadvládě jako takové. Trvalo několik let, od 14. února 1804 až do 7. října 1813. V srbském pojetí je toto povstání víceméně vnímáno jako celek dlouhodobějšího procesu, známého jako srbská revoluce.

Smederevský sandžak

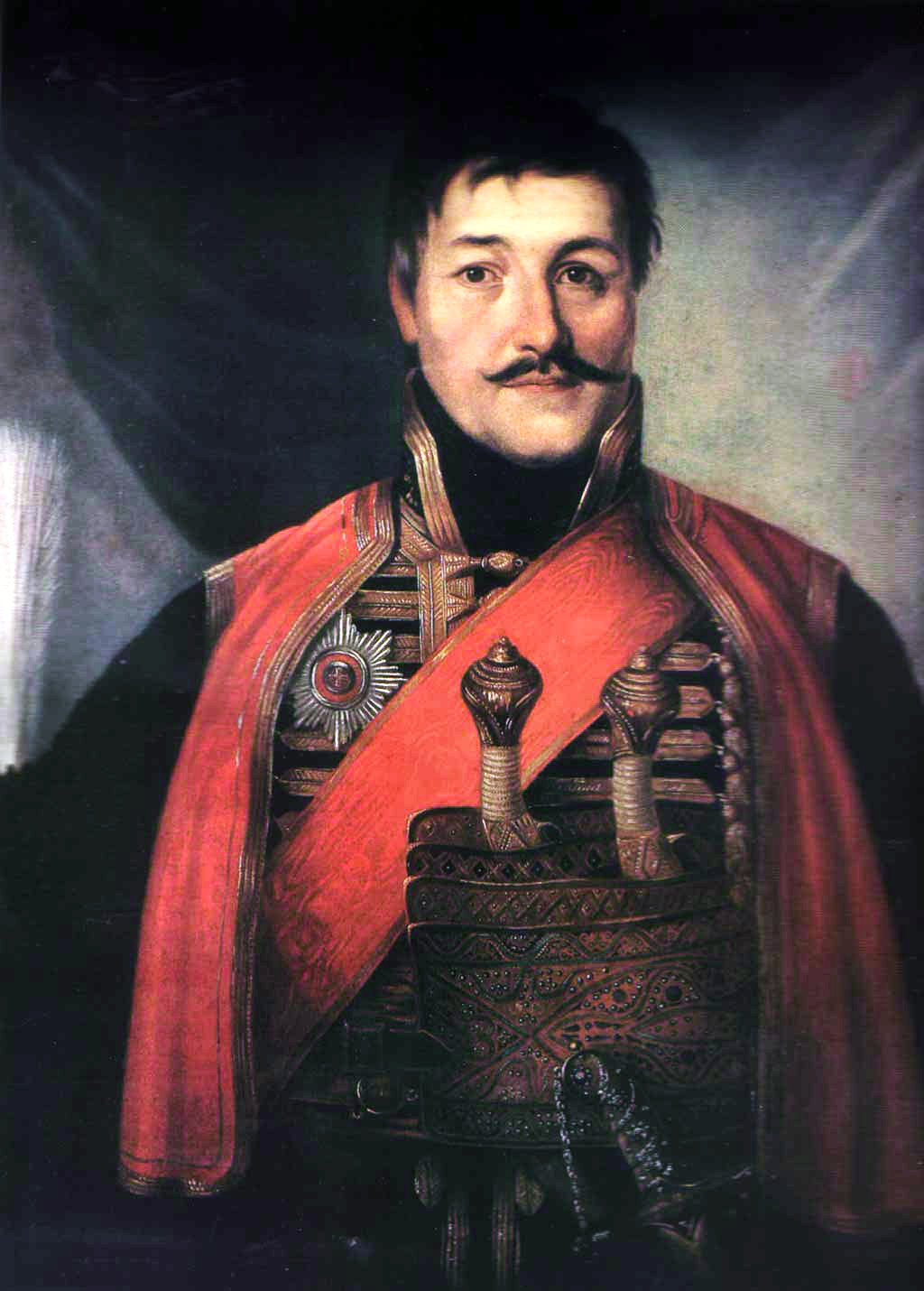
Karađorđe Petrović, vůdce prvního srbského povstání

Na počátku 19. století mnozí nespokojenci vytušili svoji příležitost, kterou viděli ve slábnoucí moci Osmanské říše. Její feudální systém stagnoval, teritoriální expanze již nebyla možná.[zdroj?] Konflikty na severní hranici říše, tj. s Rakouskem v oblasti právě Srbska a Ruskem na východě, se nevyvíjely pro Istanbul příznivě. V posledních konfliktech, jakým byla rakousko-turecká válka na konci 18. století, se navíc angažovalo i nemalé množství Srbů, kteří získali vojenské zkušenosti a byli připraveni pozdvihnout zbraně. Zpočátku však nebylo namířeno proti Osmanské říši, ale jednalo se o vzpouru proti dahijům, jejichž krutovláda vyvrcholila tzv. stětím knezů.
Povstání bylo zahájeno v malé obci Orašac, později se vzbouřencům se podařilo získat pod kontrolu rozsáhlá území, od Bělehradu až po Novi Pazar. Do čela nepokojů se postavil obchodník s dobytkem Karađorđe Petrović, zakladatel budoucí dynastie Karađorđevićů.
V roce 1806 začala v pořadí již sedmá rusko-turecká válka. Rusko proto pod příslibem nezávislosti požádalo Srby, aby zesílili boje v Bělehradském pašalíku, a tím oslabili Osmanskou říši. Povstalci žádosti vyhověli a do roka osvobodili Bělehradský pašalík i části Bosny.
Po roce 1810 se však Rusko ocitlo pod hrozbou napadení Napoleonovou Francií, a rozhodlo se proto rusko-tureckou válku ukončit, 28. května 1812 byl podepsán Bukurešťský mír. Z pohledu Srbska tedy skončilo povstání neúspěchem – Srbsku sice podle mírové dohody náležela autonomie a povstalcům byla přislíbena amnestie, tato ujednání však nebyla naplněna. Turecko povstalecká území vojensky obsadilo, což bylo doprovázeno terorem a vražděním Srbů.
Povstání sice bylo potlačeno osmanskou vojenskou akcí, nicméně v roce 1815 vypuklo hned druhé, které vyústilo ve faktickou srbskou autonomii.
V Srbsku se slaví 15. únor jako Den státnosti.